# Västra Hökasjö
Västra Hökasjö är en sjö i Alvesta kommun, Ljungby kommun och Värnamo kommun i Småland och ingår i Helge ås huvudavrinningsområde. Sjön har en area på 0,125 kvadratkilometer och ligger 167,1 meter över havet.

## Delavrinningsområde
Västra Hökasjö ingår i det delavrinningsområde (630211-140623) som SMHI kallar för Utloppet av Tjurken. Medelhöjden är 177 meter över havet och ytan är 34,32 kvadratkilometer. Det finns ett avrinningsområde uppströms, och räknas det in blir den ackumulerade arean 67,13 kvadratkilometer. Lilla Helge å (Granhultsån) som avvattnar avrinningsområdet har biflödesordning 2, vilket innebär att vattnet flödar genom totalt 2 vattendrag innan det når havet efter 169 kilometer. Avrinningsområdet består mestadels av skog (76 %). Avrinningsområdet har 6,66 kvadratkilometer vattenytor vilket ger det en sjöprocent på 19,4 %.